# فلورنسیا د لا و
فلورنسیا دِ لا وِ (اسپانیایی: Florencia De La V‎؛ زاده ۲ مارس ۱۹۷۵) یک زن ترنس، شخصیت تلویزیونی، کمدین و بازیگر آرژانتینی است.
در سال ۲۰۱۴ او اظهار داشت که «از طریق حمایت و دیده با غرور خود، کمک زیادی به پیشبرد جنبش برابری در سراسر جهان و به ویژه در آرژانتین کرده‌است.» جنسیت در شناسه صادر شده توسط دولت او به‌طور قانونی بدون آسیب‌شناسی هویت جنسی او تغییر کرد، دو سال قبل از تصویب قانون ملی هویت جنسیتی. در سال ۲۰۲۱، وی اعلام کرد که او را به عنوان یک تراوستی معرفی می‌کند و می‌نویسد: "من راه درست تری برای برقراری ارتباط با احساسم کشف کردم: نه زن، نه دگرجنس گرا، نه همجنس گرا و نه دوجنسگرا. من یک مخالف هستم. نظام جنسیتی، ساخت سیاسی من در این جامعه، ساختن یک ترویستی خالص است.
از فیلم‌ها یا مجموعه‌های تلویزیونی که وی در آن‌ها نقش داشته‌است، می‌توان به دانش‌آموختگان اشاره نمود.